# Coprothermobacterota
Coprothermobacterota è un nuovo phylum di batteri non mobili e a forma di bastoncello, di pochi micron di lunghezza. Questo phylum è stato introdotto in seguito all'analisi del genoma di alcune specie di batteri altamente divergenti rispetto agli altri batteri noti, la quale ha portato a una recente revisione tassonomica dei procarioti del regno Bacteria.
I batteri che appartengono a questo phylum sono microrganismi anaerobi in grado di vivere in totale assenza di ossigeno (rigorosamente anaerobici) e termofili, in quanto crescono a temperature ottimali tra 55 °C e 70 °C.
Il nome di questo phylum deriva da quello del primo genere scoperto "Coprothermobacter", la cui etimologia deriva dalle parole greche "kopros", che significa letame, dove era stata identificata per la prima volta una delle specie di questo genere (in questo caso letame già in fase di fermentazione), e "thermos", caldo, facendo riferimento alle temperature relativamente alte del habitat in cui si trovavano questi batteri, potendo infatti crescere fino a una temperatura massima di 75 °C.
Due generi di batteri del phylum Coprothermobacterota sono Coprothermobacter proteolyticus e Coprothermobacter platensis, appartenenti entrambi alla famiglia Coprothermobacteraceae, dell’ordine Coprothermobacterales, della classe Coprothermobacteria, l’unica classe finora descritta per questo phylum. Entrambi questi batteri sono in grado di degradare enzimaticamente substrati organici. Grazie a questa loro capacità proteolitica, diversi ceppi di Coprothermobacter, insieme ed altri batteri termofili, sono stati impiegati per migliorare il rendimento negli impianti di digestione anaerobica (i così chiamati digestori anaerobici) utilizzati per il trattamento ecologico di rifiuti organici e di acque reflue agroindustriali, generando allo stesso tempo metano per produrre energia.

### Annotazioni
1. ↑  Prima della riclassificazione tassonomica avvenuta nel 2018, i batteri del genere Coprothermobacter erano stati inclusi nella famiglia Thermodesulfobiaceae dell’ordine Thermoanaerobacterales, motivo per cui talvolta è ancora riportato inesattamente sotto questa famiglia del phylum Firmicutes, classe Clostridia.

### Fonti
1. ↑   María Elisa Pavan, Esteban E. Pavan, Stefanie P. Glaeser, Claudia Etchebehere, Peter Kämpfer, María Julia Pettinari e Nancy I. López, Proposal for a new classification of a deep branching bacterial phylogenetic lineage: transfer of Coprothermobacter proteolyticus and Coprothermobacter platensis to Coprothermobacteraceae fam. nov., within Coprothermobacterales ord. nov., Coprothermobacteria classis nov. and Coprothermobacterota phyl. nov. and emended description of the family Thermodesulfobiaceae, in International Journal of Systematic and Evolutionary Microbiology, vol. 68, n. 5, 2018,  pp. 1627-1632, DOI:10.1099/ijsem.0.002720, PMID 29595416.
2. ↑  (EN) Bernard Ollivier e Jean-Louis Garcia, Coprothermobacter, in Bergey's Manual of Systematics of Archaea and Bacteria, John Wiley & Sons, Ltd, 14 settembre 2015,  pp. 1-6, DOI:10.1002/9781118960608.gbm00752, ISBN 9781118960608.
3. ↑   Fred A. Rainey e Erko Stackebrandt, Transfer of the Type Species of the Genus Thermobacteroides to the Genus Thermoanaerobacter as Thermoanaerobacter acetoethylicus(Ben-Bassat and Zeikus 1981) comb. nov., Description of Coprothermobacter gen. nov., and Reclassification of Thermobacteroides proteolyticus as Coprothermobacter proteolyticus(Ollivier et al. 1985) comb. nov., in International Journal of Systematic and Evolutionary Microbiology, vol. 43, n. 4, 1993,  pp. 857-859, DOI:10.1099/00207713-43-4-857.
4. ↑   M.C. Gagliano, C.M. Braguglia, M. Petruccioli e S. Rossetti, Ecology and biotechnological potential of the thermophilic fermentative Coprothermobacter spp., in FEMS Microbiology Ecology, vol. 91, n. 5, 2015,  pp. fiv018, DOI:10.1093/femsec/fiv018.